# Marjorie Merryman
Marjorie Merryman (* 9. Juni 1951 in Oakland, Kalifornien) ist eine US-amerikanische Komponistin und Musikpädagogin.
Die Absolventin der Brandeis University studierte Komposition bei Seymour Shifrin, Martin Boykan, Betsy Jolas und Gail Kubik. Ab 1979 unterrichtete sie an der School of Arts der Boston University, später an der Harvard University, am MIT
am New England Conservatory und am Macalester College. Seit 2007 ist sie Mitglied der Fakultät für Komposition und Vizepräsidentin der Manhattan School of Music. 1996 veröffentlichte sie ein Handbuch der Musiktheorie.
Merryman komponierte Orchesterwerke und Kammermusik, Vokalmusik sowie eine Oper und zwei Oratorien. Sie erhielt Kompositionsaufträge unter anderem des New England Philharmonic Orchestra, des St. Paul Chamber Orchestra, des Pro Arte Chamber Orchestra der American Guild of Organists, der Pappoutsakis Foundation und des 20th Century Consort. Sie nahm am Meet the Composers-Programm des National Endowment for the Arts teil, war Composer in Residence des New England Philharmonic Orchestra und des Billings Symphony Orchestra, war Vorstandsmitglied des New England Composers Orchestra, der Lili Boulanger Foundation und des Ensembles für Neue Musik Alea III und erhielt unter anderem den Walter Hinrichsen Award der American Academy of Arts and Letters und den Lee Ettelson Award des WBZ Fund for the Arts and Composers.